# Vejen hjem fra rocknroll
Vejen hjem fra rocknroll er Jens Unmacks debutalbum som solokunstner. Det blev udgivet i 2005 og modtog fem ud af seks stjerne i musikmagasinet GAFFA.
Albummet blev nomineret til bådeÅrets Danske Album og Årets Danske Rock Udgivelse ved Danish Music Awards i 2006.

## Spor
1. "Joyride" - 4:20
2. "Happy Ending (I Den Her Verden Vil Jeg Ikke Være Trist)" - 4:06
3. "Skovens Dybe Stille" - 4:17
4. "Født På En Søndag" - 4:00
5. "Der Kommer En Morgen" - 3:30
6. "(La La) Hollywood" - 4:31
7. "Andre Hjem End Vores" - 3:29
8. "Røde Lanterne" - 3:41
9. "Invitation (Kommer Du Med ?)" - 3:59
10. "Regn Over Skyerne" - 4:35
11. "Vejen Hjem Fra Rocknroll" - 3:15